# Hendrick de Clerck
Hendrick de Clerck, né vers 1570 à Bruxelles, où il meurt le 27 août 1630, est un peintre baroque flamand, actif à Rome et à Bruxelles.

## Biographie
Élève de Maarten de Vos qui le forma au maniérisme, bien que ce style soit déjà sur le déclin, il est actif à Rome en 1587, puis rentre à Bruxelles en 1594, où il intègre la cour de l'archiduc Ernest d'Autriche, puis celle des archiducs Albert et Isabelle, à la mort d'Ernest d'Autriche en 1595. Il est actif dans un atelier où il collabore avec Jan Brueghel l'Ancien, pour qui il exécute des figures de certains de ses paysages.
Son style est marqué par l'utilisation de coloris riches, une décoration chargée et une composition complexe.
Il fut enterré à l'église Saint-Géry.

## Œuvres
- Le Festin des dieux, collection privée.
- L'Annonciation au Musée des beaux-arts de Reims.
- L'Adoration des mages, à l'église Saints-Pierre-et-Guidon, à Anderlecht.
- Descente de Croix, à l'église Santa Prassede, à Todi.
- Mars et Venus surpris par Vulcain Cupidon et Apollon, Whitfield Fine Art[2], Londres.
- Le Recueil de la Manne par les Hébreux, Musée national de Varsovie.
- Les Noces de Pelée et de Thétis, huile sur toile, 63 × 93 cm, musée du Louvre, Paris[1].
- 1590 environ : Moïse frappant le rocher, 86,4 × 86,4 cm, au Musée des beaux-arts de Montréal.
- 1607 environ : Le paradis terrestre, avec Denys van Alsloot, à la Alte Pinakothek à Munich.
- 1620 environ : Le concours entre Apollon et Pan (ou Le châtiment de Midas), au Rijksmuseum à Amsterdam.
- Mise au tombeau, huile sur bois, 168 × 179 cm, musée des beaux-arts de Cambrai[3].

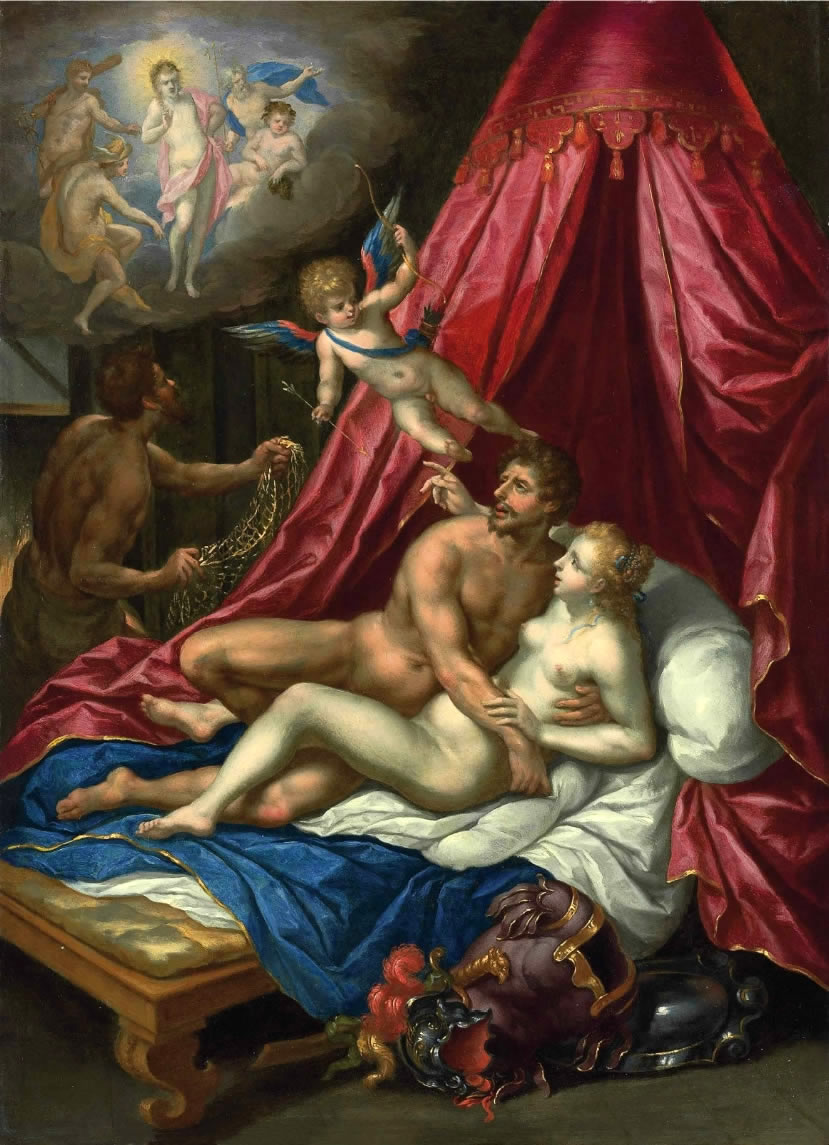
Mars et Venus supris Whitfield Fine Art, Londres
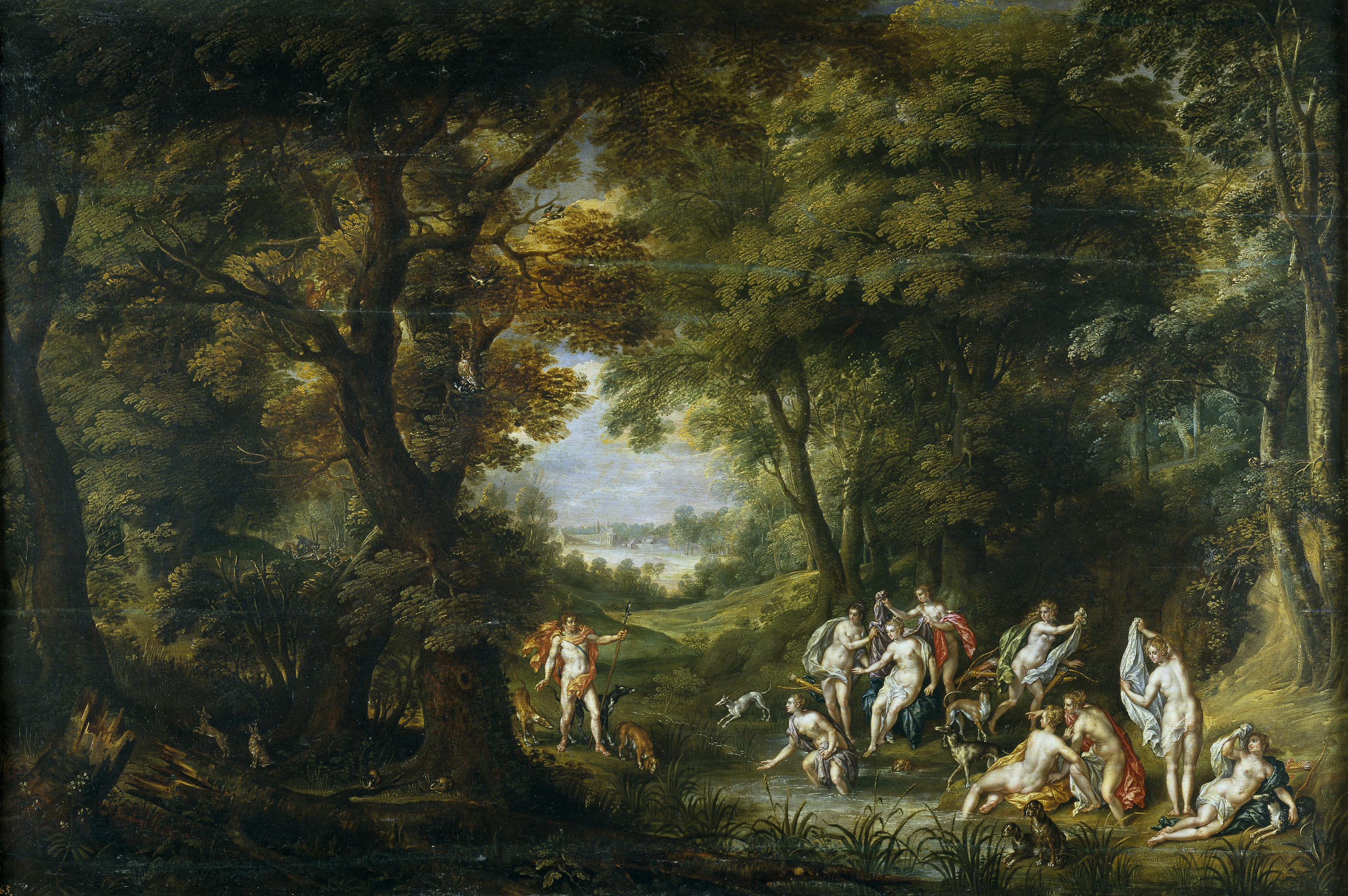
Diane et Actéon Musée du Prado.
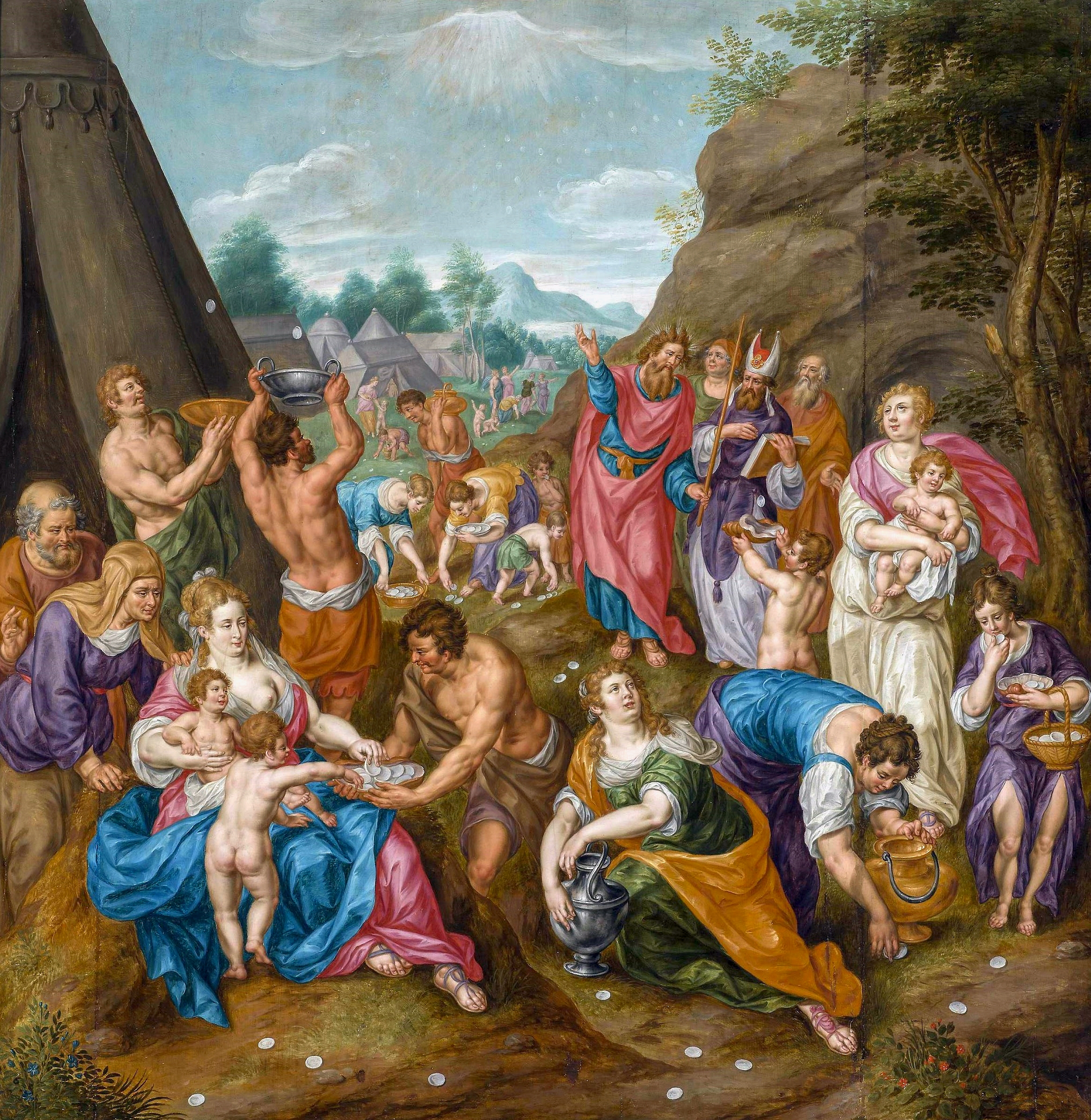
Le Recueil de la Manne Musée national de Varsovie.